# Rosina Ferrara

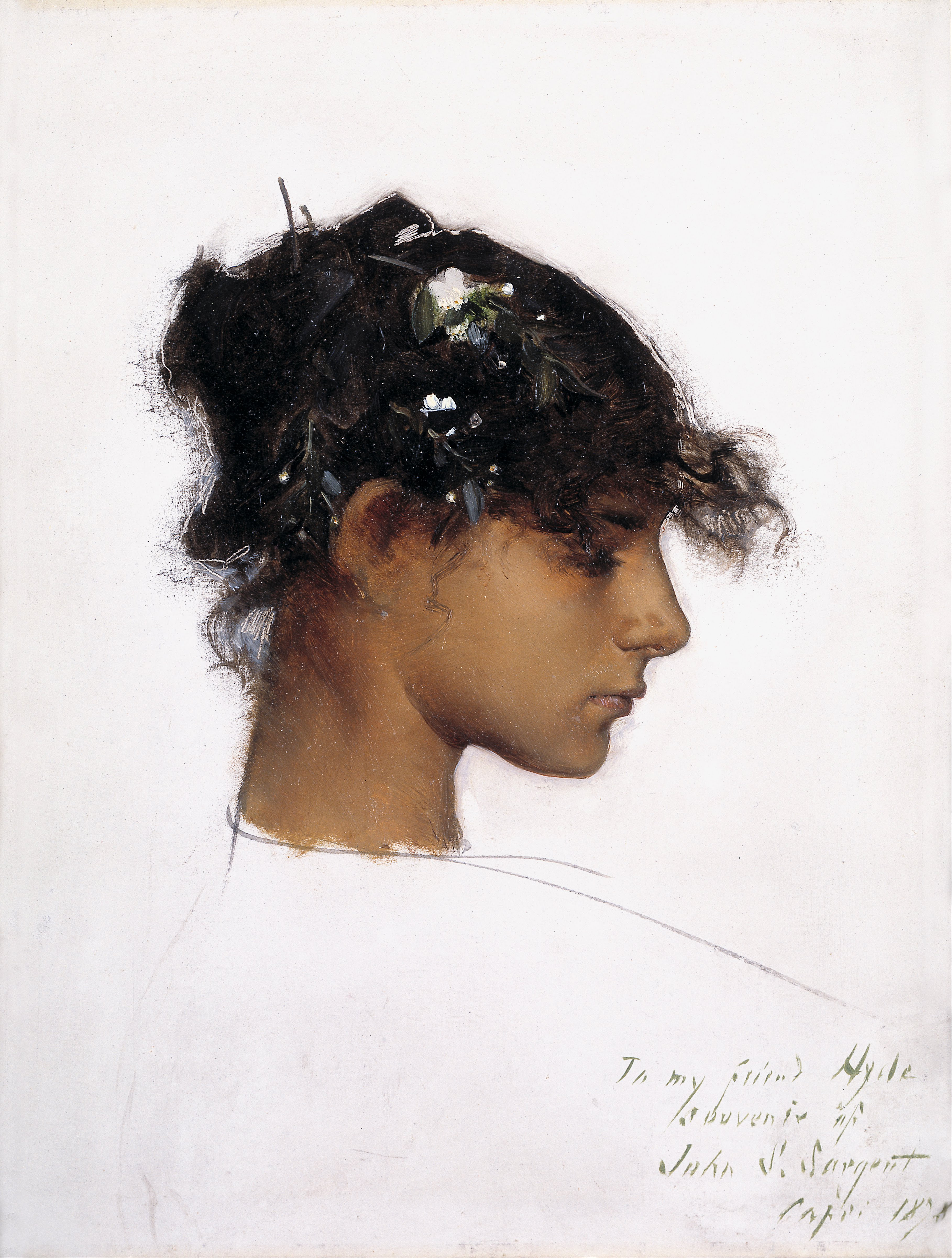
John Singer Sargent, Rosina Ferrara, testa di ragazza caprese

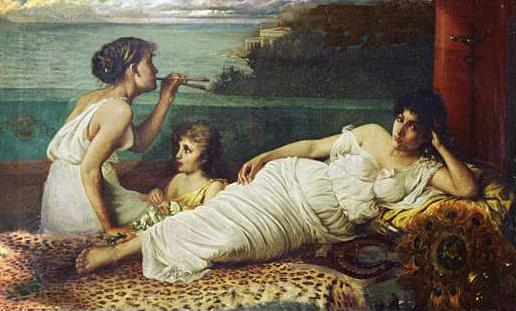
Frannk Hyde, Rosina Ferrara

Rosina Ferrara (Anacapri, 1861 – Queens, 1934) è stata una modella italiana.

## Biografia
Questa ragazza di Anacapri, si diceva che, per parte di madre, discendesse dal corsaro Khayr al-Din Barbarossa. Divenne una modella e una musa per il pittore americano John Singer Sargent e per altri pittori stranieri che, dal 1878 al 1891, visitarono Capri.
Meta di musicisti, di pittori, di turisti d'élite e di scrittori - attirati dall'amenità e dalla luce del golfo di Napoli e della natura mediterranea dell'isola, nel corso dell'Ottocento Capri era diventata un luogo incantato, dove convergevano artisti inglesi, francesi, statunitensi, polacchi, austriaci, danesi, russi e, naturalmente, i pittori della Scuola di Posillipo.
Rosina Ferrara a diciassette anni era la modella del pittore britannico Frank Hyde che sull'isola aveva acquistato un'abitazione, nel monastero abbandonato di Santa Teresa, e lì aveva creato il suo atelier.
A Capri, nell'estate del 1878, arrivò il pittore americano John Singer Sargent che, colpito dalla grazia, dalla morbidezza del gesto e dal fascino orientale di Rosina, la scelse come sua modella per una serie di dodici dipinti, tra cui Capri. Ragazza sul tetto, Rosina e Tra gli ulivi, dipinto quest'ultimo che fu esposto al Salon di Parigi del 1879. Altri dipinti capresi di Sargent: Capri o Rosina Ferrara e un'altra ragazza, Capriota, Veduta di Capri e il ritratto forse più famoso della modellaː Rosina Ferrara, testa di una ragazza caprese.

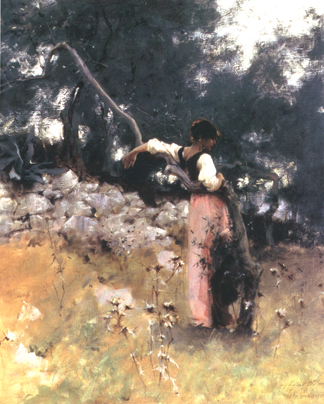
John Singer Sargent, Tra gli ulivi

La bellezza di Rosina Ferrara era estranea a regole estetiche tradizionali: aveva la pelle olivastra, i capelli lunghi scuri e arruffati, i lineamenti decisi e un aspetto orientale. Come modella eccitava la fantasia e la creatività degli artisti, che la ritraevano con autenticità e naturalezza. Nel dipinto di Sargent Capri. Ragazza sul tetto Rosina accenna a un passo di tarantella, sopra la terrazza di una tipica casa bianca caprese, al suono del tamburello, agitato da un'altra ragazza.

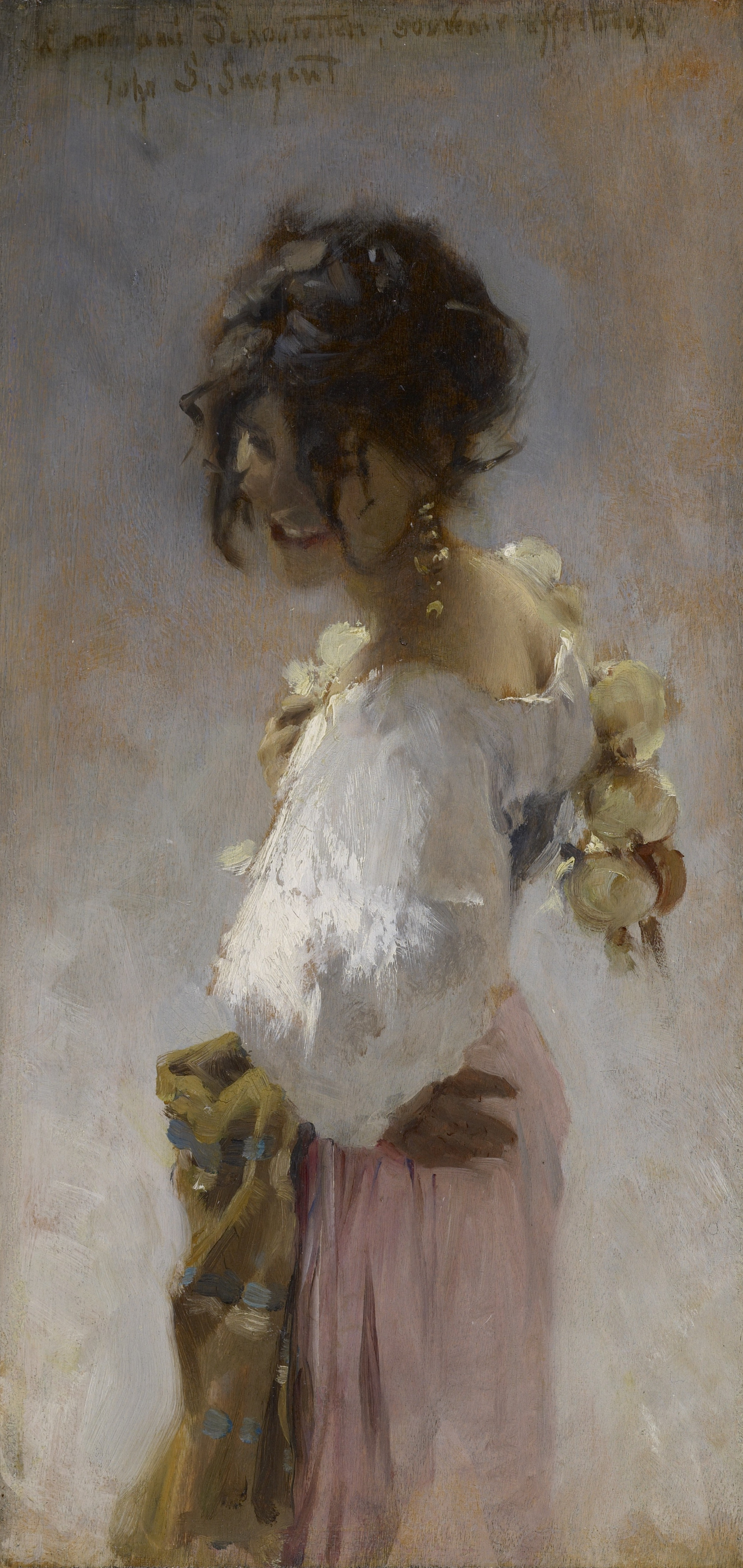
John Singer Sargent, Rosina

Rosina Ferrara sposò a Roma, nel 1891, il pittore George Randolph Barse. Con il marito, di nazionalità statunitense, si trasferì a Queens, (Katonah), a nord di New York. Qui è morta di polmonite, nel 1934. Suo marito, devastato dalla perdita, si suicidò quattro anni più tardi.